# Йосиф Вігу
Йосиф Вігу (рум. Iosif Vigu, нар. 15 травня 1946, Шиміан) — румунський футболіст, що грав на позиції захисника та  півзахисника.
Виступав, зокрема, за «Стяуа», а також національну збірну Румунії.

## Клубна кар'єра
Народився 15 травня 1946 року в місті Кришана. Вихованець клубу «Біхор», після чого був у складі команд «Фламура Рошиє» (Арад) та «Олімпія» (Орадя).
У вищому дивізіоні дебютував 1965 року виступами за команду «Біхор», в якій провів один рік, взявши участь у 26 матчах чемпіонату. Своєю грою за цю команду привернув увагу представників тренерського штабу клубу «Стяуа», до складу якого приєднався 1966 року. Відіграв за бухарестську команду 14 сезонів своєї ігрової кар'єри. Більшість часу, проведеного у складі «Стяуа», був основним гравцем команди. За цей час тричі виборов титул чемпіона Румунії та п'ять разів ставав володарем Кубка Румунії. Крім того протягом сезону 1973/74 років на правах оренди захищав кольори клубу «Фарул».
1974 року повернувся до клубу «Стяуа». Цього разу провів у складі його команди шість сезонів. Граючи у складі «Стяуа» також здебільшого виходив на поле в основному складі команди. За цей час додав до переліку своїх трофеїв ще два титули чемпіона Румунії.
Далі протягом сезону 1980/81 років захищав кольори клубу «Тиргу-Муреш», який став його останнім у вищому дивізіоні країни. Там загалом за кар'єру Вігу зіграв 404 матчі і забив 34 голи.
Завершив ігрову кар'єру у команді третього дивізіону «Хімія» (Бузеу), за яку виступав протягом 1981—1982 років.

## Виступи за збірну
11 жовтня 1970 року дебютував в офіційних матчах у складі національної збірної Румунії в грі відбору на Євро-1972 року проти Фінляндії (3:0).
Загалом протягом кар'єри у національній команді, яка тривала 10 років, провів у її формі 22 матчі, забивши 2 голи.

## Титули і досягнення
- Чемпіон Румунії (3):

«Стяуа»: 1967/68, 1975/76, 1977/78
- Володар Кубка Румунії (5):

«Стяуа»: 1966/67, 1968/69, 1969/70, 1970/71, 1978/79